# Трипати, Динеш Кумар
Динеш Кумар Трипати (хинди दिनेश कुमार त्रिपाठी, англ. Dinesh Kumar Tripathi) PVSM, AVSM, NM — адмирал Военно-морских сил Индии, действующий Начальник штаба Военно-морских сил Индии (с 30 апреля 2024 года). 26-й руководитель индийского флота, ранее занимал пост вице-начальника штаба ВМС. Кавалер высших военных наград Индии, включая «Парам Вишишт Сева» (PVSM), «Ати Вишишт Сева» (AVSM) и «Нау Сена» (NM).

## Биография

### Ранние годы и образование
Динеш Кумар Трипати окончил Военную школу в Реве и Национальную академию обороны Индии в Пуне. Был зачислен в Военно-морские силы Индии 1 июля 1985 года, специализировался на связи и радиоэлектронной борьбе.

### Военная карьера

#### Карьера военно-морского офицера
Прежде, чем вступить в командование кораблём, Динеш Кумар Трипати служил старшим помощником командира эсминца INS Mumbai. Первой командной должностью Динеш К. Трипати бы командир INS Vinash (ракетный корабль), затем он возглавил ракетный корвет INS Kirch и последним кораблём под его командованием был ракетный фрегат INS Trishul. Командуя INS Kirch, он сыграл важную роль во время операций HADR после цунами 2004 года, за что получил благодарственное письмо от тогдашнего президента Шри-Ланки Чандрики Бандаранаике Кумаратунги.
Среди штабных должностей в его полужном списке чилились Офицер по электронной борьбе и связи Западного флота и Начальник оперативного отдела штаба Западного флота (аналог начальника штаба флотского командования). Позже он занимал должности Директора по военно-морским операциям (DNO), Главного директора по сетецентрическим операциям (PDNCO) и Главного директора по военно-морским планам (PDNP).

### Высшие руководящие посты
В июне 2019 года Динешу Кумару Трипати было присвоено завние вице-адмирал. Одновременно он был назначен комендантом Индийской военно-морской академии в Эжимале, штат Керала. С июля 2020 года по май 2021 года вице-адмирал Трипати занимал должность генерального директора военно-морских операций. С июня 2021 года по февраль 2023 года, он занимал должность начальника кадров ВМФ Индии. С 4 января 2024 года он занял пост заместителя начальника штаба ВМС, на который он перешёл с поста Западного военно-морского командования.
С 30 апреля 2024 года занял пост Начальника штаба Военно-морских сил Индии — высший комндный пост в Военно-морском флоте Индии. Он стал 26-м руководителем индийского флота, вместо адмирала Р. Хари Кумара.

## Образование и награды
- Выпускник Командно-штабного колледжа в Веллингтоне (удостоен медали Тиммайи как лучший офицер курса)
- Участник курсов высшего командного состава в Военно-морском колледже США (2007—2008), лауреат международной премии Роберта Бейтмена

## Личная жизнь
Женат на Шаши Трипати, художнице. Их сын Дивьям работает юристом, невестка Таня — специалист в области здравоохранения. Адмирал увлекается теннисом, бадминтоном и крикетом, изучает международные отношения и военную историю.